# Lê Vinh Danh
Lê Vinh Danh (sinh ngày 30 tháng 11 năm 1963 tại Long Phụng, Mộ Đức, Quảng Ngãi) là một tiến sĩ và là Nhà giáo ưu tú của Việt Nam. Ông từng là hiệu trưởng của trường Đại học Tôn Đức Thắng đồng thời là Bí thư đảng ủy trước khi bị cách chức ngày 23 tháng 10 năm 2020. Trong giai đoạn ông làm hiệu trưởng, trường Đại học Tôn Đức Thắng có thời điểm lọt vào Top 2 đại học tốt nhất Việt Nam và Top 250 đại học phát triển bền vững nhất thế giới.

## Tiểu sử

### Quá trình học tập
- 1986 - 1990: Học và tốt nghiệp Cử nhân kinh tế tại Trường Đại học Tổng hợp Thành phố Hồ Chí Minh.
- 1991 - 1994: Học và bảo vệ  luận văn thạc sĩ kinh tế tại Trường Đại học Tổng hợp Thành phố Hồ Chí Minh.
- 1995 - 1996: Tu nghiệp tại Đại học Chulalongkorn, Thái Lan[4]. Năm 1996, ông bảo vệ luận án phó tiến sĩ (nay là tiến sĩ) "Sự điều tiết kinh tế vĩ mô của ngân hàng trung ương (Kinh nghiệm Hoa Kỳ - Pháp - Đức - Nhật và Hàn Quốc)" tại Viện Kinh tế Thế giới.[5]
- 2000 - 2001: Tu nghiệp sau tiến sĩ trong Chương trình học giả Fulbright tại Đại học George Washington, Hoa Kỳ.

### Quá trình giảng dạy
- 1991 - 1994: Giảng dạy tại Trường Đại học Tổng hợp Thành phố Hồ Chí Minh.
- 1994 - 1996: Bộ giáo dục và đào tạo thu nhận vào biên chế, phân công về Đại học bách khoa Tp. Hồ Chí Minh.
- 1996 - 1999: Giảng dạy tại Đại học đại cương thuộc Đại học quốc gia Tp. Hồ Chí Minh.
- 1999 - nay: Giảng dạy tại Đại học Tôn Đức Thắng thuộc Tổng Liên đoàn Lao động Việt Nam.

Lãnh vực nghiên cứu của ông là về chính sách nhà nước, chính sách kinh tế, tài chính và tiền tệ quốc tế.

### Khen thưởng
- Tháng 07/2007, được công nhận Giáo sư kinh tế.
- Tháng 11/2008, được Nhà nước công nhận danh hiệu Nhà giáo ưu tú.[6]
- Tháng 07/2010, được Nhà nước trao tặng Huân chương lao động hạng ba.
- Tháng 01/2013, được Ban tổ chức Trung ương Đảng bổ nhiệm ngạch Giảng viên cao cấp.
- Tháng 03/2016, nhận Bằng tiến sĩ danh dự do Đại học Nanhua, Đài Loan cấp.
- Tháng 11/2016, được Nhà nước trao tặng Huân chương lao động hạng hai.[6]
- Tháng 03/2017, được Bộ tư lệnh hải quân tặng Kỷ niệm chương vì sự nghiệp bảo vệ chủ quyền biển đảo.
- Tháng 09/2017, được Nước CHDCND Lào trao tặng Huân chương lao động hạng ba.
- Tháng 12/2018, được phong tặng Chức vụ Hiệu trưởng danh dự Đại học Tomas Bata in Zlín, Cộng hòa Czech.
- Tháng 04/2019, được bầu làm Chủ tịch Mạng lưới hợp tác đại học quốc tế Nhiệm kỳ thứ nhất. Mạng lưới gồm 10 thành viên sáng lập (TDTU và 9 đại học nước ngoài); trong đó có 2 đại học khoa học ứng dụng, 8 đại học nghiên cứu.

### Hoạt động
Ông là thành viên cũng những tổ chức sau:
1. Ủy viên Ban chấp hành trung ương Tổng liên đoàn Lao động Việt Nam.
2. Ủy viên Hội đồng tư vấn kinh tế trung ương, Mặt trận tổ quốc Việt Nam (2000-2015).
3. Ủy viên Hội đồng khoa học Viện nghiên cứu phát triển Tp. Hồ Chí Minh.
4. Ủy viên Hội đồng trường, Hiệu trưởng Trường Đại học Tôn Đức Thắng.
5. Thành viên Viện khoa học xã hội và chính trị Hoa Kỳ (AAPSS: American Academy of Political and Social Science) từ năm 2005.
6. Thành viên Hiệp hội kinh tế Hoa Kỳ (AEA: American Economic Association) từ năm 2005.
7. Thành viên Hiệp hội quản trị tài chính quốc tế (FMA: Financial Management Association International), Hoa Kỳ, từ tháng 10 năm 2010

## Cuộc đời và sự nghiệp

### Bổ nhiệm chức danh giáo sư
Ngày 7 tháng 12 năm 2012, TS. Lê Vinh Danh, hiệu trưởng Trường ĐH Tôn Đức Thắng công bố quyết định bổ nhiệm chức danh giáo sư đối với một số giảng viên của Trường ĐH Tôn Đức Thắng, trong đó bao gồm ông Lê Vinh Danh. Trong các văn bản cũng như trên website của trường Đại học Tôn Đức Thắng hiện nay đều ghi chức danh của ông là giáo sư tiến sĩ Lê Vinh Danh.

Theo kết luận của bộ GD&ĐT do Thứ trưởng Lê Hải An ký ngày 13 tháng 6 năm 2019 về nội dung công văn số 831 của Tổng Liên đoàn lao động Việt Nam:
| “ | Về việc bổ nhiệm chức danh giáo sư của TS. Lê Vinh Danh - Hiệu trưởng trường Đại học Tôn Đức Thắng. Tiến sĩ Lê Vinh Danh được Trường ĐH Preston (Hoa Kỳ) bổ nhiệm làm giáo sư kinh tế năm 2007, sau đó được Hiệu trưởng Trường ĐH Tôn Đức Thắng bổ nhiệm chức danh giáo sư ngày 7.12.2012. Tuy nhiên, đến thời điểm hiện nay, Trường ĐH Preston không được kiểm định chất lượng giáo dục bởi cơ quan có thẩm quyền về kiểm định chất lượng tại Hoa Kỳ | ” |

Theo Trường đại học Tôn Đức Thắng, khác với việc phong hàm giáo sư thông qua Hội đồng Chức danh Giáo sư Nhà nước, Trường đại học Tôn Đức Thắng đề ra mô hình riêng bổ nhiệm 3 chức vụ giáo sư: Giáo sư trợ lý (Assistant Professor), Giáo sư dự bị (Associate Professor) và Giáo sư thực thụ (Full Professor) giống với các đại học ở Hoa Kỳ. Ngoài ra, Trường còn có một chức vụ Giáo sư xuất sắc (Distinguished Professor) dành cho các nhà khoa học có những đóng góp quan trọng cho chuyên ngành tầm quốc tế, và đóng góp quan trọng cho sự phát triển của Trường đại học Tôn Đức Thắng.

### Vụ kiện GS Nguyễn Đăng Hưng
Theo Trường đại học Tôn Đức Thắng, khác với việc phong hàm giáo sư thông qua Hội đồng Chức danh giáo sư Nhà nước, Trường đại học Tôn Đức Thắng đề ra mô hình riêng bổ nhiệm 3 chức vụ giáo sư: Giáo sư trợ lý (Assistant Professor), Giáo sư dự bị (Associate Professor) và Giáo sư thực thụ (Full Professor) giống với các đại học ở Hoa Kỳ. Ngoài ra, Trường còn có một chức vụ Giáo sư xuất sắc (Distinguished Professor) dành cho các nhà khoa học có những đóng góp quan trọng cho chuyên ngành tầm quốc tế, và đóng góp quan trọng cho sự phát triển của Trường đại học Tôn Đức Thắng.
| “ | Ông Lê Vinh Danh không chịu hiểu và cố tình không chịu hiểu là bản thân ông không thể là người đồng sáng lập. Bản thân ông Lê Vinh Danh không có chuyên môn về cơ học tính toán. Và đây là tờ tạp chí khoa học quốc tế, cơ quan chủ quản là Nhà xuất bản Springer chứ không phải là trường ĐH TĐT. Ông Lê Vinh Danh cứ khăng khăng muốn biến một tạp chí khoa học chuyên ngành có uy tín thế giới thành một tờ tạp chí ao làng sao được. Tạp chí quốc tế sẽ có những quy định cụ thể, chặt chẽ của nó chứ đâu phải mình muốn can thiệp gì cũng được. | ” |

Ngày 17-3-2015, TAND quận 9 (TP.HCM) đã mở phiên hòa giải đầu tiên vụ tranh chấp. Bên bị đơn không đồng ý với các yêu cầu mà phía nguyên đơn đưa ra, nên tòa lập biên bản hòa giải không thành.
Liên quan đến vụ việc, 14 nhà khoa học là thành viên Ban biên tập của tạp chí APJCEN đã ký thư gửi Chính phủ phản đối trường Đại học Tôn Đức Thắng. Theo các nhà khoa học này, hiệu trưởng trường Đại học Tôn Đức Thắng không hiểu nguyên tắc và thông lệ của thỏa thuận xuất bản giữa trường này và GS Nguyễn Đăng Hưng.

### Nghi vấn về năm sinh
Theo Báo Nông nghiệp Việt Nam, TS. Lê Vinh Danh có biểu hiện khai báo không trung thực về tuổi tác. Cụ thể, trong các văn bản mà báo đăng tải như:
- Lý lịch khoa học khai ngày 25/4/1996
- Quyết định công nhận nghiên cứu sinh và người hướng dẫn của Bộ GD&ĐT ngày 23/1/1996
- Bằng Phó tiến sĩ Khoa học do Bộ trưởng GD&ĐT Trần Hồng Quân cấp theo đề nghị của Hội đồng đánh giá luận án Khoa học ngày 27/11/1996
- Bằng Thạc sĩ Kinh tế của ông Danh được cấp theo đề nghị của Trường Đại học Tổng hợp TP HCM ngày 20/6/1996

thì đều ghi ngày sinh của ông Lê Vinh Danh là 30 tháng 11 năm 1957. Nhưng đến thời điểm hiện tại, mọi thông tin hồ sơ của ông Danh đều ghi sinh năm 1963.
Cũng theo Báo Nông nghiệp Việt Nam, nếu đúng theo tuổi bằng cấp thì hiện tại ông Lê Vinh Danh đã quá tuổi làm công chức lãnh đạo được 2 năm và sai lệch năm sinh có thể kéo dài thời gian làm lãnh đạo của ông Danh thêm 6 năm.

### Xử lý kỷ luật gây tranh luận

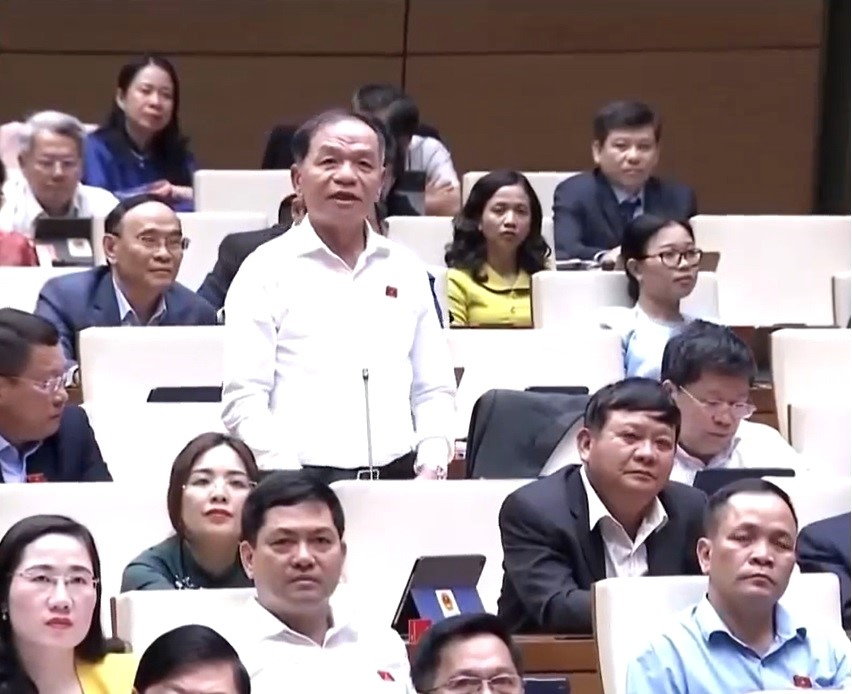
Đại biểu Lê Thanh Vân cho rằng, việc Tổng Liên đoàn Lao động Việt Nam cách chức ông Lê Vinh Danh là trái luật Giáo dục đại học vừa được Quốc hội thông qua.

Tháng 6 năm 2019, Tổng Liên đoàn Lao động xin ý kiến Bộ Giáo dục và Đào tạo về nhiều vấn đề, trong đó có nội dung liên quan việc triển khai Luật Giáo dục đại học (sửa đổi), có hiệu lực từ ngày 1 tháng 7 năm 2019, tại Đại học Tôn Đức Thắng. Lãnh đạo đại học này đã phản đối Tổng Liên đoàn Lao động Việt Nam bởi cho rằng cơ quan này có nhiều chỉ đạo vi phạm quyền tự chủ đại học, xoay quanh các vấn đề: xác định cơ quan quản lý có thẩm quyền với đại học này, quyền bổ nhiệm hiệu trưởng, công tác tổ chức trường.
Tổng Liên đoàn Lao động Việt Nam sau đó cho rằng, những phát ngôn của Ban giám hiệu trường Tôn Đức Thắng "không đúng bản chất, sự thật, gây tổn hại đến uy tín của tổ chức Công đoàn Việt Nam". Lãnh đạo Đại học Tôn Đức Thắng, nhất là Hiệu trưởng Lê Vinh Danh, nhiều lần phản ứng, không chấp hành quy định của cấp có thẩm quyền, trong đó có Tổng Liên đoàn. Theo Tổng Liên đoàn Lao động Việt Nam thì ông Danh còn bị cho là có dấu hiệu lạm quyền khi triệu tập và chủ trì họp Hội đồng trường bất thường mà không báo cáo, đề nghị với Chủ tịch Hội đồng trường, khi đó là ông Bùi Văn Cường - Chủ tịch Tổng Liên đoàn Lao động Việt Nam.
Trong khi đó, theo báo Giáo dục Việt Nam thì lãnh đạo Tổng Liên Đoàn Lao động có mâu thuẫn với trường Đại học Tôn Đức Thắng và cá nhân ông Lê Vinh Danh từ trước về việc trích nộp 30% nguồn chênh lệch thu chi tài chính của trường sau thuế về cho tổ chức này mặc dù trường là cơ sở tự chủ về tài chính.
Ngày 1 tháng 8 năm 2020, ông bị đình chỉ chức bí thư Đảng ủy theo quyết định của Ủy ban Kiểm tra Thành ủy TP HCM. Ngày 24 tháng 8 năm 2020, Đoàn Chủ tịch Tổng Liên đoàn Lao động Việt Nam ra quyết định tạm đình chỉ công tác đối với ông Lê Vinh Danh 90 ngày. Tuy nhiên quyết định này gây nhiều tranh luận vì trái với Luật.
Ông Lê Vinh Danh đã gửi đơn khiếu nại tới Thủ tướng Chính phủ, Đoàn chủ tịch Tổng liên đoàn Lao động Việt Nam về quyết định tạm đình chỉ công tác hiệu trưởng, vì cho rằng quyết định này thiếu cơ sở pháp lý, không đúng thẩm quyền, ảnh hưởng đến quyền và lợi ích hợp pháp của ông. Ông khẳng định: "Tôi tuyệt đối không tư lợi riêng, không tham ô, không tham nhũng"
Ngày 23 tháng 10 năm 2020, ông Vũ Minh Đức, trưởng ban tổ chức Tổng liên đoàn Lao động Việt Nam đã công bố quyết định cách chức hiệu trưởng Trường ĐH Tôn Đức Thắng đối với ông Lê Vinh Danh. Tuy nhiên theo Phó Giáo sư, Tiến sĩ Trần Xuân Nhĩ - nguyên Thứ trưởng Bộ Giáo dục và Đào tạo, Phó Chủ tịch Hiệp hội các trường Đại học, Cao đẳng Việt Nam, Đại biểu Quốc hội Lê Thanh Vân và Luật sư Nguyễn Thành Công cho rằng: Muốn cách chức Hiệu trưởng phải do Hội đồng trường đề nghị lên và cơ quan chủ quản phê duyệt. Trong trường hợp này, Trường Đại học Tôn Đức Thắng không đề nghị lên mà cơ quan chủ quản lại ra quyết định cách chức. Như vậy, cơ quan chủ quản làm sai Luật Giáo dục Đại học và Nghị định 99.
Theo đó lãnh đạo Tổng Liên đoàn Lao động đưa ra 6 vấn đề sai phạm của ông Lê Vinh Danh về đấu thầu, lựa chọn nhà thầu, chỉ định thầu và quản lý tài sản công. Tuy nhiên, theo Thạc sĩ, Luật sư Nguyễn Thành Công và Luật sư Vũ Phi Long, Đoàn Luật sư thành phố Hồ Chí Minh cho rằng kết luận không chính xác về tính minh bạch, chất lượng và hiệu quả của các dự án đầu tư, xây dựng; nhằm bác bỏ sự dẫn dắt dư luận hướng đến việc hoài nghi về cái gọi là "thất thoát" trong đầu tư, xây dựng tại Trường Đại học Tôn Đức Thắng.
Ngoài ra, Tổng Liên đoàn Lao động đề cập đến "thu nhập 556 triệu đồng mỗi tháng" của ông, cho là việc chi trả lương chưa đảm bảo công khai, minh bạch, có sự chênh lệch lớn về thu nhập giữa Hiệu trưởng, Trợ lý hiệu trưởng, các Hiệu phó và phần lớn cán bộ, giảng viên, nhân viên. Tuy nhiên ông Danh cho biết lương thực lãnh (sau khi đóng thuế) trong năm trung bình là 286 triệu mỗi tháng. Cũng theo ông Danh, thu nhập mà Đại học Tôn Đức Thắng trả cho giảng viên, viên chức không theo chức danh mà theo vị trí công việc, số đầu việc họ phụ trách, khối lượng công việc và hiệu quả sản phẩm đầu ra đều định lượng rõ ràng. Ông cho rằng:" Rõ ràng, số tiền lương 407 triệu đồng/tháng không là gì so với công sức tôi bỏ ra. Mỗi ngày tôi làm việc 11-13 tiếng đồng hồ, 7 ngày/tuần, 360 ngày/năm, một năm tôi chỉ nghỉ 5 ngày. Đó là chỉ nói về giờ giấc, còn nói về đầu việc thì tôi làm hơn Phó Hiệu trưởng 10 lần, hơn trưởng khoa khoảng vài chục lần trở lên. Trong khi đó trưởng khoa đã 100 triệu rồi, nên tôi 285 triệu thì là không đáng gì. Nói về khối lượng công việc thì số tiền lương đó không đáng để so với tôi, còn nói về trách nhiệm mà tôi phải chịu đối với ngôi trường về mọi hoạt động, mọi hành vi thì là vô giá, không có tiền nào đo được". Ngoài ông Danh, Hiệu trưởng trường Quốc tế Việt Nam - Phần Lan (thuộc đại học này), tương đương cấp trưởng phòng có thu nhập sau thuế 280 triệu đồng; cấp trưởng khoa 90 triệu; nhiều nghiên cứu viên trên 200 triệu/tháng. Riêng Trợ lý hiệu trưởng (được Tổng Liên đoàn Lao động công bố thu nhập trên 225 triệu) thực lãnh khoảng 195 triệu. Viên chức này có thu nhập cao bởi kiêm nhiệm 6 vị trí công việc khác nhau. Theo Tiến sĩ Huỳnh Thế Du: Cơ chế trả lương Đại học Tôn Đức Thắng cần được biểu dương.
Trong phiên họp quốc hội ngày 6 tháng 11 năm 2020, Phó thủ tướng Vũ Đức Đam phát biểu rằng 
| “ | Như vậy, nếu trong trường hợp có hội đồng trường thì việc Tổng Liên đoàn xử lý hiệu trưởng trường Tôn Đức Thắng mà không căn cứ vào đề nghị của hội đồng trường thì là không đúng luật. Tuy nhiên, đây là trường hợp đặc thù vì hội đồng trường của Trường ĐH Tôn Đức Thắng đã hết nhiệm kỳ và việc kiện toàn của Tổng Liên đoàn lao động Việt Nam là chậm trễ do nguyên nhân chủ quan và khách quan. Cho nên, đến thời điểm ban giám hiệu của trường gồm cả hiệu trưởng nhận kỷ luật của Đảng thì Trường ĐH Tôn Đức Thắng không có hội đồng trường. Nó có câu chuyện không rõ ràng chỗ này. | ” |

Sau đó, Đại biểu Quốc Hội Lê Thanh Vân tranh luận:
| “ | Như Phó Thủ tướng trả lời áp dụng luật của Tổng Liên đoàn là sai. Do Hội đồng trường Tôn Đức Thắng giải thể trước và bây giờ lập lại. Tổng Liên đoàn Lao động Việt Nam có quyền kỷ luật viên chức còn chức danh hiệu trưởng phải theo luật. Cho nên, việc làm đúng đắn của Tổng Liên đoàn Lao động là can thiệp vào viên chức thuộc quyền. Còn chức danh hiệu trưởng Trường Đại học Tôn Đức Thắng chưa có Hội đồng trường thì chưa bị cách chức. Tôi đề nghị cơ quan có đơn vị Đại học nên tôn trọng Luật Giáo dục đại học, một chủ trương tự chủ Quốc hội vừa thông qua cần thi hành triệt để. | ” |

Ngày 27 tháng 11 năm 2020, ông Lê Vinh Danh gửi đơn khiếu nại quyết định Quyết định số 1507/QĐ-TLĐ ngày 21 tháng 10 năm 2020 của Đoàn Chủ tịch Tổng LĐLĐVN về việc thi hành kỷ luật viên chức bằng hình thức kỷ luật cách chức với 2 nội dung khiếu nại: xem xét lại thành phần Hội đồng kỷ luật do có thành viên liên quan đến các vi phạm của viên chức bị xem xét, xử lý kỷ luật (trong đó, có hai thành viên là ông Trần Trọng Đạo, người được Đoàn Chủ tịch Tổng LĐLĐVN giao điều hành hoạt động của trường trong thời gian tạm đình chỉ chức vụ hiệu trưởng của ông Lê Vinh Danh và ông Võ Hoàng Duy, Phó bí thư Đảng ủy phụ trách Đảng bộ Trường ĐH Tôn Đức Thắng) và người khiếu nại không vi phạm các quy định tại điều 12, Nghị định số 27/NĐ-CP ngày 6 tháng 4 năm 2012 của Chính phủ quy định về xử lý kỷ luật viên chức và trách nhiệm bồi thường, hoàn trả của viên chức.
Kết quả xác minh của Tổng LĐLĐVN cho rằng nội dung khiếu nại thứ nhất của ông Lê Vinh Danh là sai. Theo Quyết định số 1243/QĐ-TLĐ ngày 24 tháng 8 năm 2020 đã được điều chỉnh bởi Quyết định số 1399/QĐ-TLĐ ngày 6 tháng 10 năm 2020 của Đoàn Chủ tịch Tổng LĐLĐVN, ông Trần Trọng Đạo và Võ Hoàng Duy không còn là thành viên Hội đồng kỷ luật.
Về nội dung khiếu nại thứ hai, quá trình xem xét, đánh giá các tài liệu, chứng cứ do các bên cung cấp, Đoàn Chủ tịch Tổng LĐLĐVN xác minh căn cứ hồ sơ xử lý kỷ luật viên chức và văn bản giải trình của những người có liên quan đến vụ việc thì trong quá trình thực hiện nhiệm vụ, ông Lê Vinh Danh đã có những hành vi vi phạm như: tuyển dụng, bố trí cán bộ, viên chức có trường hợp không thông qua tập thể lãnh đạo quản lý, Ban giám hiệu, Đảng ủy trường hoặc có thông qua nhưng không đúng quy định của Đảng về việc thực hiện nguyên tắc tập trung dân chủ trong Đảng về công tác cán bộ; đề xuất bổ nhiệm phó hiệu trưởng không có trong quy hoạch; bổ nhiệm 44 trường hợp không có trong quy hoạch; không ban hành kế hoạch quy hoạch viên chức quản lý, quy trình bổ nhiệm của trường không căn cứ quy hoạch viên chức, ngoài vi phạm quy định của Đảng.
Ngoài ra, ông Lê Vinh Danh còn vi phạm nguyên tắc tập trung dân chủ, trực tiếp ký các văn bản đề nghị Bộ GD-ĐT kiến nghị Thủ tướng Chính phủ bỏ cơ chế cơ quan chủ quản nhưng không thông qua Hội đồng trường, Đảng ủy trường, không báo cáo xin ý kiến Đảng đoàn và Đoàn Chủ tịch Tổng LĐLĐVN là vượt thẩm quyền theo quy định; xây dựng, ban hành và thực hiện quy chế chi tiêu nội bộ chưa đảm bảo công khai, minh bạch theo quy định của pháp luật; không thực hiện công khai, minh bạch và có sự chênh lệch lớn trong phân phối lương, thu nhập giữa một số ít cán bộ lãnh đạo với giảng viên, nhân viên vi phạm luật Phòng chống tham nhũng.
Do vậy, Tổng LĐLĐVN quyết định giữ nguyên Quyết định số 1507/QĐ-TLĐ ngày 21 tháng 10 năm 2020 của Đoàn Chủ tịch Tổng LĐLĐVN về việc thi hành kỷ luật viên chức đối với ông Lê Vinh Danh, Hiệu trưởng Trường ĐH Tôn Đức Thắng bằng hình thức cách chức.
Ngày 22 tháng 3 năm 2021, tại Hội nghị giao ban báo chí quý 1 năm 2021 của Tổng Liên đoàn Lao động Việt Nam, đại diện tổ chức này cho biết: về việc giải quyết khiếu nại của ông Lê Vinh Danh, nguyên Hiệu trưởng Trường ĐH Tôn Đức Thắng, Tổng Liên đoàn Lao động Việt Nam đã nghiên cứu kỹ đơn khiếu nại hợp lệ của ông Lê Vinh Danh, xem xét lại toàn bộ vụ việc trên tinh thần khách quan, công bằng, đánh giá các tình tiết giảm nhẹ, tăng nặng và quyết định giữ nguyên mức kỷ luật cách chức Hiệu trưởng đối với ông Lê Vinh Danh.
Theo quy định của luật Khiếu nại và quy định của Tổng Liên đoàn Lao động Việt Nam thi hành luật Khiếu nại thì Ban Chấp hành Tổng Liên đoàn Lao động Việt Nam là cơ quan giải quyết cuối cùng đối với khiếu nại của ông Lê Vinh Danh. Đồng thời, thực hiện đề nghị của Thành ủy Thành phố Hồ Chí Minh, Tổng Liên đoàn đã chuyển hồ sơ sai phạm của ĐH Tôn Đức Thắng trong thời gian ông Lê Vinh Danh giữ chức Hiệu trưởng sang cơ quan điều tra.

### Xuất bản
Ông viết một số sách giáo trình trong nước và một số công bố quốc tế chọn lọc:
- Lê Vinh Danh [1993]; Kinh tế học đại cương; Giáo trình; NXB Đại học tổng hợp Tp. Hồ Chí Minh; TP.HCM, Việt Nam.
- Lê Vinh Danh [1996]; Monetary Policy Instruments of the Central Bank; Sách tham khảo; Đại học Chulalongkorn, Bangkok, Thailand.
- Lê Vinh Danh [1996]; Tiền và hoạt động ngân hàng; Sách chuyên khảo; NXB chính trị quốc gia; Hà Nội; 1996; Tái bản lần thứ nhất, NXB chính trị quốc gia, Hà Nội, 1997; Tái bản lần thứ 2, NXB tài chính, Hà Nội, 2006.
- Lê Vinh Danh [1998]; Chính sách tiền tệ và sự điều tiết kinh tế vĩ mô của Ngân hàng trung ương; Sách chuyên khảo; NXB chính trị quốc gia; Hà Nội; 1998.
- Lê Vinh Danh [2001]; Chính sách công của Hoa Kỳ giai đoạn 1935 - 2001; Sách chuyên khảo; NXB thống kê; Hà Nội; 2001.
- Lê Vinh Danh [2003]; Tài chính quốc tế; Giáo trình; NXB chính trị quốc gia; Hà Nội; 2003.
- Lê Vinh Danh [2005]; Tiêu chuẩn kiểm toán nhà nước (Bản dịch); Giáo trình; NXB chính trị quốc gia; Hà Nội; 2005.
- Lai Van Vo, Huong Thi Thu Le, Danh Vinh Le, Minh Tuan Phung, Yi-Hsien Wang & Fu-Ju Yang (2017) Customer satisfaction and corporate investment policies, Journal of Business Economics and Management, 18:2, 202-223, DOI: 10.3846/16111699.2017.1280845
- Ly Thi Minh Pham, Lai Van Vo, Huong Thi Thu Le, Danh Vinh Le (2018) Asset liquidity and firm innovation, International Review of Financial Analysis, 58, 225-234, DOI: 10.1016/j.irfa.2017.11.005
- Trang Cam Hoang, Huy Pham, Vikash Ramiah, Imad Moosa, Danh Vinh Le (2020), The effects of information disclosure regulation on stock markets: Evidence from Vietnam, Research in International Business and Finance, 51, 101082, DOI:10.1016/j.ribaf.2019.101082
- Danh Vinh Le, Huong Thi Thu Le, Lai Van Vo (2021) The bright side of product market threats: The case of innovation, International Review of Economics & Finance, 71, 161-176, DOI: 10.1016/j.iref.2020.09.008